# Peix falcó bimaculat
El peix falcó bimaculat (Amblycirrhitus bimacula) és una espècie de peix pertanyent a la família dels cirrítids.

## Descripció
- Pot arribar a fer 8,5 cm de llargària màxima.
- 10 espines i 12 radis tous a l'aleta dorsal i 3 espines i 6 radis tous a l'anal.
- L'opercle i la base de l'aleta dorsal tova presenten un gran punt negre ocel·lat.
- Té franges fosques al cos, les quals poden trencar-se i esdevindre punts.
- Dues franges estretes i diagonals a les galtes.[6][7][8]

## Hàbitat
És un peix marí, bentònic, associat als esculls i de clima tropical (26°N-25°S) que viu entre 0-20 m de fondària (normalment, entre 2 i 15).

## Distribució geogràfica
Es troba a la conca Indo-Pacífica: des de l'Àfrica oriental fins a Mangareva, les Tuamotu, les illes Hawaii, Taiwan i la Micronèsia.

## Observacions
És inofensiu per als humans.